# Pro Bowl 2021
Match précédent Match suivant
Le Pro Bowl 2021 est le match des étoiles de football américain se jouant après la saison 2020 de la National Football League.
La rencontre était initialement prévue le 31 janvier 2021 à l'Allegiant Stadium, mais en raison de la situation sanitaire liée à la Covid-19, elle a été remplacée par un évènement alternatif et virtuel sur Madden NFL 21.

## Équipe AFC

### Attaque
| Position         | Titulaires                                       | Réserve(s)                                       |
| ---------------- | ------------------------------------------------ | ------------------------------------------------ |
| Quarterback      | 15 Patrick Mahomes, Chiefs                       | 17 Josh Allen, Bills 4 Deshaun Watson, Texans    |
| Running back     | 22 Derrick Henry, Titans                         | 24 Nick Chubb, Browns 28 Josh Jacobs, Raiders    |
| Fullback         | 42 Patrick Ricard, Ravens                        |                                                  |
| Wide receiver    | 10 Tyreek Hill, Chiefs 14 Stefon Diggs, Bills    | 13 Keenan Allen, Chargers 11 A. J. Brown, Titans |
| Tight end        | 87 Travis Kelce, Chiefs                          | 83 Darren Waller, Raiders                        |
| Offensive tackle | 72 Eric Fisher, Chiefs 78 Laremy Tunsil, Texans  | 78 Orlando Brown Jr., Ravens                     |
| Offensive guard  | 75 Joel Bitonio, Browns 56 Quenton Nelson, Colts | 66 David DeCastro, Steelers                      |
| Center           | 53 Maurkice Pouncey, Steelers                    | 78 Ryan Kelly, Colts                             |

### Défense
| Position           | Titulaires                                             | Réserve(s)                                              |
| ------------------ | ------------------------------------------------------ | ------------------------------------------------------- |
| Defensive end      | 97 Joey Bosa, Chargers 95 Myles Garrett, Browns        | 55 Frank Clark, Chiefs                                  |
| Defensive tackle   | 97 Cameron Heyward, Steelers 95 Chris Jones, Chiefs    | 93 Calais Campbell, Ravens                              |
| Outside linebacker | 55 Bradley Chubb, Broncos 90 T. J. Watt, Steelers      | 99 Matthew Judon, Ravens                                |
| Inside linebacker  | 53 Darius Leonard, Colts                               | 49 Tremaine Edmunds, Bills                              |
| Cornerback         | 25 Xavien Howard, Dolphins 27 Tre'Davious White, Bills | 24 Stephon Gilmore, Patriots 44 Marlon Humphrey, Ravens |
| Free safety        | 39 Minkah Fitzpatrick, Steelers                        | 31 Justin Simmons, Broncos                              |
| Strong safety      | 32 Tyrann Mathieu, Chiefs                              |                                                         |

### Équipes spéciales
| Position           | Titulaires                   |
| ------------------ | ---------------------------- |
| Punter             | 7 Jake Bailey (en), Patriots |
| Kicker             | 9 Justin Tucker, Ravens      |
| Kick Returner      | 18 Andre Roberts, Bills      |
| Équipiers spéciaux | 18 Matthew Slater, Patriots  |
| Long snapper       | 46 Morgan Cox, Ravens        |

## Équipe NFC

### Attaque
| Position         | Titulaires                                                | Réserve(s)                                           |
| ---------------- | --------------------------------------------------------- | ---------------------------------------------------- |
| Quarterback      | 12 Aaron Rodgers, Packers                                 | 3 Russell Wilson, Seahawks 1 Kyler Murray, Cardinals |
| Running back     | 33 Dalvin Cook, Vikings                                   | 41 Alvin Kamara, Saints 33 Aaron Jones, Packers      |
| Fullback         | 44 Kyle Juszczyk, 49ers                                   |                                                      |
| Wide receiver    | 17 Davante Adams, Packers 10 DeAndre Hopkins, Cardinals   | 14 DK Metcalf, Seahawks 18 Justin Jefferson, Vikings |
| Tight end        | 88 T. J. Hockenson, Lions                                 | 88 Evan Engram, Giants                               |
| Offensive tackle | 69 David Bakhtiari, Packers 71 Trent Williams, 49ers      | 72 Terron Armstead, Saints                           |
| Offensive guard  | 75 Brandon Scherff, Washington 74 Elgton Jenkins, Packers | 75 Andrus Peat, Saints                               |
| Center           | 62 Jason Kelce, Eagles                                    | 77 Frank Ragnow, Détroit                             |

### Défense
| Position           | Titulaires                                          | Réserve(s)                                              |
| ------------------ | --------------------------------------------------- | ------------------------------------------------------- |
| Defensive end      | 94 Cameron Jordan, Saints 55 Brandon Graham, Eagles | 99 Chase Young, Washington                              |
| Defensive tackle   | 99 Aaron Donald, Rams 91 Fletcher Cox, Eagles       | 97 Grady Jarrett, Falcons                               |
| Outside linebacker | 55 Za'Darius Smith, Packers 52 Khalil Mack, Bears   | 90 Jason Pierre-Paul, Buccaneers                        |
| Inside linebacker  | 54 Bobby Wagner, Seahawks                           | 54 Fred Warner, 49ers                                   |
| Cornerback         | 20 Jalen Ramsey, Rams 23 Jaire Alexander, Packers   | 23 Marshon Lattimore, Saints 24 James Bradberry, Giants |
| Free safety        | 37 Quandre Diggs, Seahawks                          |                                                         |
| Strong safety      | 32 Budda Baker, Cardinals                           | 33 Jamal Adams, Seahawks                                |

### Équipes spéciales
| Position           | Titulaires                      |
| ------------------ | ------------------------------- |
| Punter             | 3 Jack Fox, Lions               |
| Kicker             | 7 Younghoe Koo, Falcons         |
| Kick Returner      | 84 Cordarrelle Patterson, Bears |
| Équipiers spéciaux | 44 Nick Bellore, Seahawks       |
| Long snapper       | 69 Tyler Ott (en), Seahawks     |

## Nombre de sélections par franchise
| Équipes                            | Nb. |
| ---------------------------------- | --- |
| Ravens de Baltimore                | 7   |
| Bills de Buffalo                   | 5   |
| Bengals de Cincinnati              | 0   |
| Browns de Cleveland                | 3   |
| Broncos de Denver                  | 2   |
| Texans de Houston                  | 2   |
| Colts d'Indianapolis               | 3   |
| Jaguars de Jacksonville            | 0   |
| Chiefs de Kansas City              | 7   |
| Raiders de Las Vegas               | 2   |
| Chargers de Los Angeles            | 2   |
| Dolphins de Miami                  | 1   |
| Patriots de la Nouvelle-Angleterre | 3   |
| Jets de New York                   | 0   |
| Steelers de Pittsburgh             | 5   |
| Titans du Tennessee                | 2   |

| Équipes                       | Nb. |
| ----------------------------- | --- |
| Cardinals de l'Arizona        | 3   |
| Falcons d'Atlanta             | 2   |
| Panthers de la Caroline       | 0   |
| Bears de Chicago              | 2   |
| Cowboys de Dallas             | 0   |
| Lions de Détroit              | 3   |
| Packers de Green Bay          | 7   |
| Rams de Los Angeles           | 2   |
| Vikings du Minnesota          | 2   |
| Saints de La Nouvelle-Orléans | 5   |
| Giants de New York            | 2   |
| Eagles de Philadelphie        | 3   |
| 49ers de San Francisco        | 3   |
| Seahawks de Seattle           | 7   |
| Buccaneers de Tampa Bay       | 1   |
| Washington Football Team      | 2   |